# Didier Zokora
Alain Didier Zokora Déguy (ur. 14 grudnia 1980 w Abidżanie) – piłkarz z Wybrzeża Kości Słoniowej występujący na pozycji pomocnika, reprezentant swojego kraju.

## Kariera klubowa
Zokora rozpoczynał karierę, jak większość piłkarzy ze swojej ojczyzny, w drużynie ASEC Mimosas. W 2000 przeniósł się do RC Genk (mistrzostwo Belgii w 2002), w którym już został bardziej rozpoznawalnym piłkarzem, co zaowocowało transferem w 2004 do AS Saint-Étienne. W 2005 pojawiły się pogłoski o zainteresowaniu Zokorą przez Real Madryt, Chelsea i Arsenal, które byłyby gotowe zapłacić 10 mln funtów. Ostatecznie jednak piłkarz pozostał w Saint-Étienne. W lipcu 2006 roku przeszedł do angielskiego klubu Tottenham Hotspur, w którym występował przez trzy lata, po czym podpisał kontrakt z Sevillą. W 2011 roku odszedł do Trabzonsporu. W 2014 roku został zawodnikiem klubu Akhisar Belediyespor.

## Kariera reprezentacyjna
W reprezentacji Wybrzeża Kości Słoniowej Zokora zadebiutował 28 stycznia 2001 w wygranym 3:1 meczu z Madagaskarem. W 2002 wystąpił na nieudanym dla swojej drużyny turnieju Pucharu Narodów Afryki. Do tej pory wystąpił w drużynie narodowej 40 razy, nie zdobył jeszcze bramki. W 2006 wywalczył drugie miejsce na Pucharze Narodów Afryki w Egipcie i wystąpił na Mistrzostwach Świata, z których reprezentacja Wybrzeża Kości Słoniowej odpadła po fazie grupowej, mimo tego, że zaprezentowała się bardzo dobrze.